# Велигонты
Велиго́нты (фин. Vellankontu, Nastola) — деревня в Горбунковском сельском поселении Ломоносовского района Ленинградской области.

## История
На шведской «Генеральной карте провинции Ингерманландии» 1704 года упоминается деревня Willinkond.
Деревня Виллиянкондо нанесена на «Географическом чертеже Ижорской земли» Адриана Шонбека 1705 года.
Деревня являлась вотчиной великого князя Константина Павловича, из которой в 1806—1807 годах были выставлены ратники Императорского батальона милиции.
На «Топографической карте окрестностей Санкт-Петербурга» Военно-топографического депо Главного штаба 1817 года упомянута деревня Велигон, состоящая из 11 крестьянских дворов и смежно с ней три деревни Настолово.
На карте Санкт-Петербургской губернии Ф. Ф. Шуберта 1834 года обозначена деревня Велигонт.

НАСТОЛОВОЙ или ВЕЛИГОНТ — деревня принадлежит государю великому князю Константину Николаевичу, число жителей по ревизии: 67 м. п., 68 ж. п. (1838 год)

В пояснительном тексте к этнографической карте Санкт-Петербургской губернии П. И. Кёппена 1849 года она записана как деревня, состоящая из двух частей:
- Nastola (Настолова или Велигонт) лютеранского прихода Хиетамяки, в которой по состоянию на 1848 год проживали эвремейсы — 14 м. п., 18 ж. п., всего 32 человека
- Nastola (Настолова) лютеранского прихода Тюрё, в которой по состоянию на 1848 год проживали эвремейсы — 29 м. п., 37 ж. п., всего 66 человек[11].

Согласно карте профессора С. С. Куторги 1852 года деревня называлась Велигон.

НАСТОЛОВА или ВЕЛИГОНТ — деревня Красносельской удельной конторы Шунгоровского приказа, вблизи почтового тракта, число дворов — 17, число душ — 70 м. п. (1856 год)

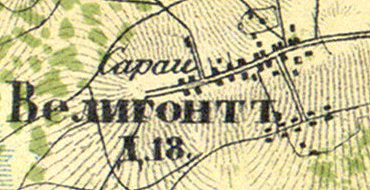
План деревни Велигонты. 1860 год

Согласно «Топографической карте частей Санкт-Петербургской и Выборгской губерний» в 1860 году деревня Велигонт насчитывала 18 крестьянских дворов.

НАСТОЛОВО (ВЕЛИГОН, ВЕЛИГОНТ) — деревня Павловского городского правления при колодце, число дворов — 29, число жителей: 85 м. п., 94 ж. п. (1862 год)

В 1885 году деревня Велигонт насчитывала 13 дворов.
В конце XIX века деревни Велигонт и Настолово входили в состав Константиновской волости 1-го стана Петергофского уезда Санкт-Петербургской губернии, в начале XX века — 2-го стана. По приходским данным население деревень было исключительно финским.
По данным «Памятной книжки Санкт-Петербургской губернии» за 1905 год деревня называлась Велигонд.
К 1913 году количество дворов в деревне Велигонт увеличилось до 26.
С 1917 по 1919 год деревни Велигонт и Настолово входили в состав Велигонтского сельсовета Шунгоровской волости Петергофского уезда.
С 1919 года в составе Стрельно-Шунгоровской волости.
С 1922 года в составе Разбегаевского сельсовета.
С 1923 года в составе Стрельнинской волости Троцкого уезда.
Согласно данным переписи населения СССР 1926 года в деревне Велигонд проживали 189 человек — все финны; в деревне Настолово проживали 152 человека — также все финны.
С 1927 года в составе Урицкого района.
В 1928 году население деревни Велигонт также составляло 189 человек, население деревни Настолово — 152 человека.
С 1930 года в составе Ленинградского Пригородного района.

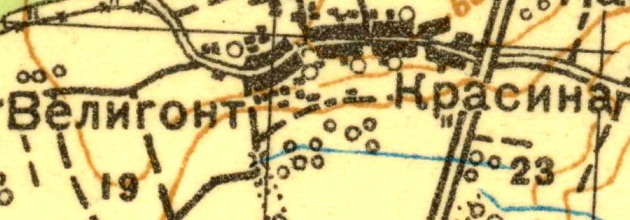
План деревни Велигонты. 1931 год

Согласно топографической карте 1931 года деревня насчитывала 19 дворов.
По данным 1933 года деревня называлась Велигонт и входила в состав Разбегаевского финского национального сельсовета Ленинградского Пригородного района.
С 1936 года в составе Красносельского района.
С 1939 года в составе Заводского сельсовета.
Деревня Настолово, согласно областным административным данным, «после войны не восстановлена».
С 1955 года деревня Велигонт в составе Ломоносовского района.
С 1963 года в составе Гатчинского района.
С 1965 года вновь в составе Ломоносовского района. В 1965 году население деревни Велигонт составляло 141 человек.
По данным 1966, 1973 и 1990 годов деревня Велигонты также входила в состав Заводского сельсовета.
В 1997 году в деревне Велигонты Заводской волости проживали 68 человек, в 2002 году — 86 человек (русские — 83 %).
В 2007 году  в деревне Велигонты Горбунковского СП — 69 человек, в 2010 году — 86, в 2012 году — 83 человека.

## География
Деревня расположена в северо-восточной части района на автодороге 41К-138 (Ропша — Марьино), к юго-западу от административного центра поселения деревни Горбунки.
Расстояние до административного центра поселения — 6 км.
Расстояние до ближайшей железнодорожной станции Стрельна — 10 км.

## Демография
| 1838 | 1862 | 1997 | 2002 | 2007 | 2010 | 2012 |
| ---- | ---- | ---- | ---- | ---- | ---- | ---- |
| 135  | ↗179 | ↘68  | ↗86  | ↘69  | ↗86  | ↘83  |
| 2015 | 2017 |      |      |      |      |      |
| ↘79  | ↗115 |      |      |      |      |      |

## Улицы
Бельведерский переулок, Западный переулок, Коттеджный посёлок Велигонты, Луговая, Пригородная, Производственная зона Велигонты, Южная.